# Olof Larsson (död 1571)
Olof Larsson, död 1571, var en svensk häradshövding och befallningsman.
Larsson var son till rådmannen i Stockholm Lasse Olofsson. Han omtalas i dokument första gången 1526 och var då kansliskrivare hos Gustav Vasa. Han kom dock främst att användas som kammarskrivare. År 1532 begav han sig med kungen och Stockholms stads understöd tillsammans med Nicolaus Magni till universitetet i Wittenberg för studier. Han fortsatte senare studierna vid Leipzigs universitet där han befann sig 1536 men tycks inte ha avlagt någon examen. Under sin utlandstid sände han hem rapporter som svenska malmer sm han låtit undersöka utomlands och skickade även med rapporter om bergshanteringen i Tyskland. Larsson var troligen förmedlare för ett flertal av de tyska hantverkare, bergsmän och myntmästare som inkom till Sverige 1538–1542. År 1543 besökte han tillsammans med Andreas Olai i Venedig och efter en tid i Marburg där han ordnade med Nicolaus Magnis begravning återvände han till Sverige 1544.
Här blev han sekreterare vid svenska kansliet och var snart en av de främsta där. 1551–1553 tjänstgjorde han som befallningsman på Stockholms slott och hade då hand om de judiciella uppgifterna och företrädde även kungen inför rådhusrätten i Stockholm. Efter Georg Normans död 1553 var Larsson den ledande kraften inom det kungliga kansliet. Larsson fick även flera diplomatiska uppdrag, 1548 och 1553 sändes han till Lübeck, 1548–1549 och 1553-1554 till Danmark. År 1550 sändes han till kejsar Karl V, 1556–1557 och 1561 till Ryssland, 1562 till Polen och 1570 till Stettin. Han hade även till uppgift arbeta för förbättrade handelsrelationer med England och Skottland. Hans inflytande fortsatte under Erik XIV:s regering men efter Sturemorden kom kungliga rådet att överta mycket av hans inflytande. Larsson verkar ha stött rådet i deras försök att utmanövrera Jöran Persson från hans makt. Sedan Erik XIV tillfrisknat återtog Jöran Persson sin makt, och Larsson låg troligen bakom både beslutet att utlämna Jöran Persson till hertigarna under deras belägring av staden och att senare öppna stadsportarna. För sina insatser vid fredsförhandlingarna i Stettin 1570 skänkte Johan III honom handelsfartyget Blåmannen som hedersgåva. Hans sista uppdrag blev att på Distingen i februari 1571 meddela allmogen om freden i Stettin. På sommaren samma år avled han.
Larsson var även 1555–1568 häradshövding i Vallentuna härad, från 1570 häradshövding i Sollentuna härad.

### Fotnoter
1. ↑  Svenskt biografiskt lexikon, Svenskt Biografiskt Lexikon-ID: 7746, läst: 9 oktober 2017.[källa från Wikidata]